# 関あじ

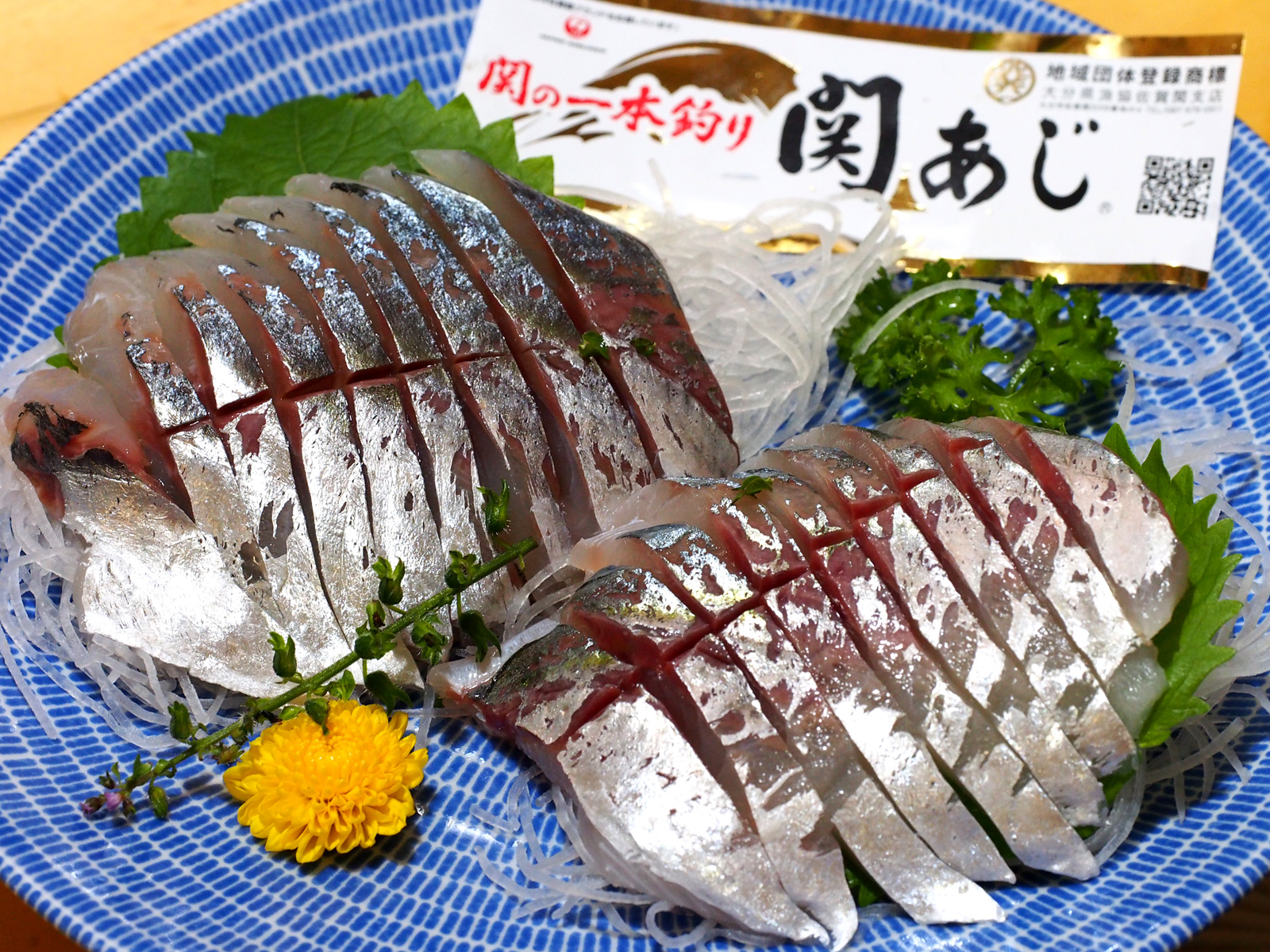
関あじの刺身

関あじ（せきあじ）は、豊予海峡（速吸の瀬戸）で漁獲され、大分県大分市の佐賀関で水揚げされるアジ。関さばとともに、水産品の高級ブランドとして知られている。

## 特徴
豊予海峡は瀬戸内海と太平洋の境界に位置し、関崎の沖合いの高島の東にホゴ瀬と呼ばれる瀬があって、その海域は九州と四国（佐田岬）とが接近し海峡をなしているため、非常に海流が速く、一年を通して餌となるプランクトン等が豊富にあることから、ホゴ瀬の周囲に本来は回遊魚であるサバ・アジが居ついているとされる。この瀬付き魚という定説は昔から付近の漁業者の間では知られていた。水温の変化が少なく、潮流が速いため、この海域で生育するアジは肥育がよく身が締まっている。また、関あじは頭が小さく尾が発達した外観と金色がかった体色、腹部に入る線が特徴で、回遊することなく豊予海峡だけに住みつく独立した群れであるとされている。
この海域は、波が高く海底の起伏が複雑で漁網を使った漁に適さないため、伝統的に「一本釣り」が行われてきた。また、重さを量ることなく水面の魚を見て大きさや重さを判断する「面買い」（つらがい）で売買され、出荷に際しては「活け締め」が施される。このような取り扱いにより、関あじは魚にストレスがかからず、魚体に傷が付きにくいため、鮮度が落ちにくいという特徴も有している。
このように大型で鮮度が高いため、関あじは刺身として食されることが多い。

## 食べ方
旬は3〜10月で、刺身が美味とされる。

## ブランド
高級ブランドとしての認知が高まるにつれ、関あじ・関さばの偽物が出回るようになった。このため、佐賀関町漁協（現大分県漁業協同組合佐賀関支店）では、関あじ・関さばの商標を出願し、1996年に水産品として全国初となる商標登録が認められた。そして、出荷する関あじ・関さばの尾に一匹ずつタグシールを付け、関あじ・関さば料理を提供している全国の料理店には特約加盟店の看板を掲示する等、ブランドの保護・育成に努めている。また、2006年10月には、地域団体商標（地域ブランド）の第1弾として関あじが登録されている。
豊後水道の対岸にある愛媛県佐田岬で採れ、三崎漁港に直送されるあじは、岬（はな）あじと呼ばれ、三崎漁業協同組合が商標登録している。関あじと岬あじは、魚自体は同じものだが、面買いや活けじめといった取り扱いの厳格な管理と相まって品質が高く評価され、全国的にブランドが浸透している関あじに比べ、岬あじは安価で取引される。